# Auf den Spuren eines Selbstmords
Auf den Spuren eines Selbstmords ist ein unter dem Namen Tezer Kiral geschriebener deutschsprachiger Roman der türkischen Autorin Tezer Özlü aus dem Jahr 1982, der seine Erstveröffentlichung 1983 ins Türkische übertragen in der Türkei erfuhr. Für das deutschsprachige Manuskript hatte die Autorin zuvor den Literaturpreis der Stadt Marburg erhalten.

## Entstehung
Auf den Spuren eines Selbstmords wurde in deutscher Sprache in Berlin von einer türkischen Autorin geschrieben, die als Übersetzerin der deutschen Sprache bereits mächtig war, als sie Anfang der 1980er Jahre als DAAD-Stipendiatin nach Deutschland kam. Zum Zeitpunkt der Entstehung des Werks waren deutschsprachige Romane in der deutsch-türkischen Literatur ein Einzelphänomen. Emine Sevgi Özdamar begann zwar um dieselbe Zeit wie Özlü umfangreichere Schreibversuche auf Deutsch, allerdings zunächst in Form von Theaterstücken. Eine türkische Übertragung des Romans besorgte Tezer Özlü später nach ihrem deutschen Manuskript selbst.

## Inhalt
Der Roman, der in der türkischen Fassung frei übersetzt „Reise ans Ende des Lebens“ betitelt wurde, versucht dem Suizid eines Menschen nachzuspüren. Er deckt dabei in bildhafter Sprache Licht- und Schattenseiten des Lebens des Betroffenen auf, empfindet seine Ängste wie Hoffnungen nach. Dabei wird bald die Frage laut, ob dieses Leben quasi zwangsläufig in die Selbsttötung geführt habe oder ob es einen Weg zurück ins Leben gegeben hätte.

## Wirkung
Auf den Spuren eines Selbstmords erhielt im Jahr seiner Entstehung den Literaturpreis der Universitätsstadt Marburg und des Landkreises Marburg-Biedenkopf. 1984 erschien der Roman in der Türkei unter dem Titel Hayatın Ucuna Yolculuk. Er wurde hier auch als Theaterstück bearbeitet und aufgeführt. In der türkischen Literaturwissenschaft wurde die Entstehung des Romans in Deutschland vielfach beleuchtet. Eine reguläre Veröffentlichung des preisgekrönten deutschsprachigen Manuskripts gab es lange Zeit nicht. 2024 erschien der Text beim Suhrkamp Verlag, Berlin.

## Einzelbelege
1. ↑  Özlü, Tezer. In: Türkischdeutsche Literatur. Archiviert vom Original; abgerufen am 3. November 2024.
2. ↑  Sezer Duru: Tezer Özlü'ye armağan, 1997, S. 18
3. ↑  Sezer Duru: Tezer Özlü'ye armağan, 1997, S. 36
4. ↑  itusozluk.com  (Seite dauerhaft nicht mehr abrufbar, festgestellt im November 2024. Suche in Webarchiven)
5. ↑  Bir intiharın izinde: Tezer Özlü. Abgerufen am 10. November 2024.
6. ↑  vgl. z. B. Nesrin Tağızade Karaca: Edebiyatımızın kadın kalemleri, 2006, S. 302 oder Şükran Kurdakul: Şairler ve yazarlar sözlüğü, 1989, S. 498